# Sasekumaria selangora
Sasekumaria selangora är en ringmaskart som beskrevs av Rullier 1976. Sasekumaria selangora ingår i släktet Sasekumaria och familjen Chaetopteridae. Inga underarter finns listade i Catalogue of Life.